# Gleislose Lloyd-Bahn Brockau
| Vertikale Leitungsanordnung beim System Lloyd-Köhler                                          |        |                     |                     |
| Streckenlänge:                                                                                | 4,3 km |                     |                     |
|                                                                                               |        |                     |                     |
| \| \| 0,0 \| Breslau-Wolfswinkel \| Breslau-Wolfswinkel \| \| \| 4,3 \| Brockau \| Brockau \| |        |                     |                     |
| U-Bahn-Kopfbahnhof Streckenanfang (Strecke außer Betrieb)                                     | 0,0    | Breslau-Wolfswinkel | Breslau-Wolfswinkel |
| U-Bahn-Kopfbahnhof Streckenende (Strecke außer Betrieb)                                       | 4,3    | Brockau             | Brockau             |

Die Gleislose Lloyd-Bahn Brockau ist ein ehemaliger deutscher Oberleitungsbus-Betrieb – damals noch Gleislose Bahn genannt – im heute zu Polen gehörenden Schlesien. Sie war die erste Obus-Linie auf dem Gebiet der heutigen Republik Polen. 

## Geschichte und Streckenbeschreibung
Die Anlage wurde am 1. Juli 1912 eröffnet und wurde bereits 1913 oder 1914 wieder eingestellt. Die 4,3 Kilometer lange Strecke verband den Breslauer (polnisch Wrocław) Stadtteil Wolfswinkel (polnisch Wilczy Kąt) im Stadtbezirk Krietern (polnisch Krzyki) mit der damals noch selbstständigen Gemeinde Brockau (polnisch Brochów, 1951 nach Breslau eingemeindet, heute ebenfalls Teil des Stadtbezirks Krietern). Betreibergesellschaft war die Gleislose Bahn Brockau GmbH, zum Einsatz kamen vier Motorwagen mit Radnabenmotoren und zwei Anhänger.

## Technik
Erbaut wurde die Bahn von der Gleislose Lloydbahnen Köhlers Bahnpatente GmbH aus Bremen, der Betrieb erfolgte somit nach dem seltenen System Lloyd-Köhler. Bei diesem waren die beiden Drähte übereinander angeordnet, während sie bei fast allen anderen Obus-Anlagen nebeneinander verliefen. Insgesamt existierten nur fünf Anlagen nach diesem System. Neben der hier behandelten Strecke waren dies die Bremen-Arster Bahn, die ebenfalls in Bremen verkehrende Parkbahn, die Ludwigsburger Oberleitungs-Bahnen sowie der Betrieb im englischen Stockport.